# Viking metal
Viking metal je podzvrst metal glasbe. V tej zvrsti so besedila in tematski elementi bolj pomembni kot glasba sama. Na viking metal bende so zelo vplivali folk metal, death metal, black metal in power metal.
Začetniki viking metala so s svojim četrtim albumom Blood Fire Death (1988) Švedi Bathory. Ta album je spojina začetnega black metala z atmosfero vojne ter skandinavske mitologije. 
Bathory leta 1990 izdajo naslednji album, Hammerheart. Velja za enega napomembnejših albumov v viking metal zgodovini. Naslanja se na romantične prvine prejšnjega in jih dopolnjuje, eksperimentirajo pa tudi s Skandinavskimi ljudskimi glasbili. Hammerheart je tako tudi eden izmed utemeljiteljev folk metala.
Viking metal tehnično ne moremo karakterizirati kot podzvrst metala z glasbenega vidika, pač pa po besedilih in atmosferi. Temeljijo seveda na vikingški kulturi. Zavračajo sodobno krščanstvo in zaničujejo krščanizacijo severne Evrope. Večina viking metal bendov je iz Skandinavije in Nemčije ter povezujejo sami sebe s poganstvom ali pa z Asatro - verskim gibanjem, ki želi obnoviti Nordijsko poganstvo, kot je bilo v času vikingov. V glasbi je običajno prisotna romantična in epska kompozicija, podobna Nordijski folklorni glasbi sami. Besedila večinoma govorijo o Germanskem junaštvu. 
Nekateri izrazito viking metal bendi so: Amon Amarth, Enslaved, Bathory, Moonsorrow, Ensiferum, Einherjer, Falkenbach, Finntroll, Equilibrium, zgodnji Borknagar, zgodnji Vintersorg, Thyrfing, Turisas, Týr in Windir.